# Viktor Josifovič Davidkov
Viktor Josifovič Davidkov, (rusko Давидков Виктор Иосифович) sovjetski častnik, vojaški pilot, letalski as in heroj Sovjetske zveze, * 17. avgust 1913, vаs Vasiljevka, Jekatěrinoslavská gubernija, Rusija, † 2. julij 2001, Moskva.
Med vojaško kariero je dosegel 21 samostojnih in 2 skupinske zračne zmage.

## Življenjepis
Leta 1935 je vstopil v vojaško-letalsko šolo, nakar je sodeloval v sovjetsko-japonski mejni vojni leta 1939 in zimski vojni. Med drugo svetovno vojno je bil v sestavi 131. lovskega, 132. gardnega lovskega in 32. gardnega lovskega letalskega polka; nazadnje je služil v sestavi 8. gardne lovske letalske divizije. Letel je na letalih I-16, LaGG-3, La-5 in La-7.

## Odlikovanja
- heroj Sovjetske zveze (6. junij 1942)
- red Lenina (2x)
- red rdeče zastave (4x)
- red Suvorova 2. stopnje
- red Aleksandra Nevskega
- red domovinske vojne 1. stopnje
- red rdeče zvezde (2x)
- red za služenje domovini v oboroženih silah Sovjetske zveze 3. stopnje